# بن تورنر
بن تورنر (بالإنجليزية: Ben Turner)‏ (و. 1999  م) هو دراج بريطاني، ولد في دونكاستر.

## التصنيف
| السنة     | 2021 | 2022 | 2023 | 2024 |
| --------- | ---- | ---- | ---- | ---- |
| عالمي     | 1183 | 164  | 357  | 433  |
| أوروبا    | 873  | 134  | -    | -    |
|           |      |      |      |      |
| مصدر: UCI |      |      |      |      |

## سجل الفوز

### سباقات أو مراحل فاز بها
| التاريخ        | السباق                                                               | المركز                      |
| -------------- | -------------------------------------------------------------------- | --------------------------- |
| 14 أكتوبر 2021 | 2021 Great Britain National Road Cycling Championships - Men U23 ITT | المركز الثاني               |
| 30 مارس 2022   | دفارز دور فلاندرز 2022                                               | الثامن في التصنيف العام     |
| 13 أبريل 2022  | برابانتس بييل 2022                                                   | الرابع في التصنيف العام     |
| 17 أبريل 2022  | سباق باريس روبيه 2022                                                | المرتبة 11 في التصنيف العام |
| 12 يونيو 2022  | زي إل إم تور 2022                                                    | الخامس في التصنيف العام     |
| 27 يوليو 2022  | طواف الوني 2022                                                      | العاشر في تصنيف أفضل شاب    |
| 05 فبراير 2023 | نجم بسجس 2023                                                        | السابع في تصنيف الجبال      |
| 11 فبراير 2023 | فولتا مورسيا 2023                                                    | الفائز في التصنيف العام     |
| 13 فبراير 2023 | كلاسيكا جيان بارايسو إنتيريور 2023                                   | المركز الثاني               |
| 27 مارس 2024   | دفارز دور فلاندرز 2024                                               | المرتبة 16 في التصنيف العام |
| 01 سبتمبر 2024 | طواف إينكو 2024                                                      | السابع في التصنيف العام     |